# Knightsbridge Station
Knightsbridge Station er en London Underground-station i Knightsbridge i bydellen Kensington and Chelsea. Den er på Piccadilly line mellem South Kensington og Hyde Park Corner, og ligger i takstzone 1.

## Historie
Stationen blev åbnet den 15. december 1906 af Great Northern, Piccadilly and Brompton Railway (GNP&BR, nu Piccadilly line). Ved åbningen foregik adgangen til perronerne med fire elevatore og en nødtrappe med forbindelse til parallelle gangtunneler og -broer til midten af perronerne. Den oprindelige stationsbygning var designet af Leslie Green og lå på Brompton Road, nær krydset med Knightsbridge og Sloane Street. Der var en bagindgang i Basil Street.
Stationens beliggenhed i et travlt og fashionabelt shoppingdistrikt gjorde, at stationens belægning var høj fra begyndelsen, især på grund af den lokale tilstedeværelse af stormagasinerne Harrods og Harvey Nichols. Dette stod i kontrast med banens næste station mod vest, Brompton Road, hvor passagertallene var så lave, at mange tog kort efter åbningen ikke længere stoppede der.

### Ombygning
I begyndelsen af 1930'erne gjorde muligheden for offentlige tilskud, der skulle stimulere den svage økonomi, at Underground Group udførte et større moderniseringsprogram, hvor mange stationer i det centrale London blev ført up-to-date med rulletrapper, der erstattede de oprindelige elevatorer. Knightsbridge var en af de Piccadilly line-stationer, der nød godt af installationen af rulletrapper.
For at kunne føre rulletrapperne ned til de eksisterende perroner uden massive underjordiske ombygninger eller store driftsforstyrrelser, blev en ny billethal anlagt under Brompton Road/Knightsbridge/Sloane Street-krydset og nye cirkulationsgange blev anlagt i det nedre niveau. Der blev etableret en ny stationsindgang i den eksisterende bygning på hjørnet af Brompton Road og Sloane Street, og de oprindelige indgange blev lukket, og bygningen blev efterfølgende revet ned. Indgange i gangtunneler i krydset øvrige hjørner gjorde at fodgængere undgik trafikken i det travle kryds.
For at lette trængsel, blev det besluttet at opføre en supplerende indgang i perronernes vestlige ende, nærmere Harrods. Den supplerende udgang ville yderligere mindske passagermængden på Brompton Road, så denne station blev lukket. Der blev opført en separat billethal til de vestlige rulletrapper, der havde adgang gennem en lang gangtunnel fra den overjordiske indgang på hjørnet af Hans Crescent. Denne smalle gangtunnel blev et regulært problem, da der blev trængt, når grupper af passagerer forsøgte at passere hinanden i den snævre gang.
I 2004 blev denne trængsel løst, ved udvidelsen af denne udgang til et stort cirkulationsområde under vejen, med udgange fra stationen gennem en trappe midt i vejen.
Stationen gennemgik sin første store renovering af perronerne siden ombygningen, hvor de flødefarvede fliser fra 1930'erne blev skjult bag en moderne metalbeklædning.
Boligkomplekset One Hyde Park overfor station, der åbnede i december 2010, har sin egen indgang til stationen.

## I populærkulturen
Stationen var med i en episode af Rumpole of the Bailey (Rumpole and the Children of the Devil) fra 1992, hvor Horace Rumpole og sin kone Hilda rejser dertil fra henholdsvis Temple og Gloucester Road Stationer. De går ud fra Knightsbridge Station fra trapperne i på hjørnet af Hans Crescent og Brompton Road, der siden er blevet lavet til hovedindgang til en Zara-tøjbutik på 79 Brompton Road.
Åbningsscenen i filmudgaven af Henry James's The Wings of the Dove fra 1997 foregik på de østgående perroner på både Dover Street og Knightsbridge Stationer. Begge var optaget i det samme studie, fuldendt med en kørende genopbygget udgave af et 1906-materiel.

## Transportforbindelser
London buslinje 9, 10, 14, 19, 22, 52, 74, 137, 414, C1, natlinjer N9, N19, N22, N52, N74 og N137.

## Galleri
- Vestgående perron, set mod øst
- Østgående perron, set mod vest
- Rondel på perron